# Long Distance (Brandy)
Long Distance è un brano musicale della cantante Brandy Norwood, estratto dal suo album Human. La canzone è stata scritta e prodotta da Bruno Mars e Philip Lawrence.

## Produzione
Long Distance fu scritta da Bruno Mars e Philip Lawrence, che crearono una demo prodotta da Rodney Jerkins e cantata da Mars. Si trattava di uno dei primi brani registrati da Mars, e successivamente dopo che il manager A&R di Brandy, Brandon Creed, ascoltò il pezzo decise di chiedere a Mars di cedergli il brano, quest'ultimo, inizialmente esitante, decise di cedere il brano alla cantante, alla quale piacque subito, e decise di registrarlo per il suo album Human, e di estrarlo come secondo singolo d'anticipazione. Nella canzone Brandy parla di quanto sia difficile mantenere un rapporto nonostante si è lontani parlando in prima persona all'amato.
Del brano ne è disponibile anche una versione di Bruno Mars, compositore originale del brano.

## Video musicale
Il video inizia con Brandy seduta in un in camerino vuoto che si guarda allo specchio, mettendosi un anello e truccandosi, mentre lei sta pensando al suo ragazzo. Questa parte del video è combinato con scene in cui trascorre del tempo con il suo fidanzato. Successivamente c'è una scena dove loro due si incontrano (nell'immaginazione della cantante), poi alla fine del video, ci sono alcune scene in bianco e nero dove la Norwood si fissa nello specchio. Nel video sono presenti Bruno Mars e Philip Lawrence.

## Classifiche
| Classifica (2008) | posizione massima |
| ----------------- | ----------------- |
| Stati Uniti       | 124               |